# イリヤ・ベクヤ
イリヤ・ネストロヴィチ・ベクヤ (ロシア語: Илья Несторович Векуа、英語: Ilya Nestorovich Vekua、1907年4月23日 - 1977年12月2日) はソビエト連邦の数学者。

## 経歴
1907年、ロシア帝国シェシェレタ（現アブハジア自治共和国オチャムチル地区）の農家に生まれた。1930年にトビリシ国立大学を卒業。1930～1933年、サンクトペテルブルク大学の大学院で学ぶ。1937年に物理・数学の博士候補生となり、1940年に博士号を取得。
1959～1965年、ノヴォシビルスク大学の初代学長。